# 바스티유 광장

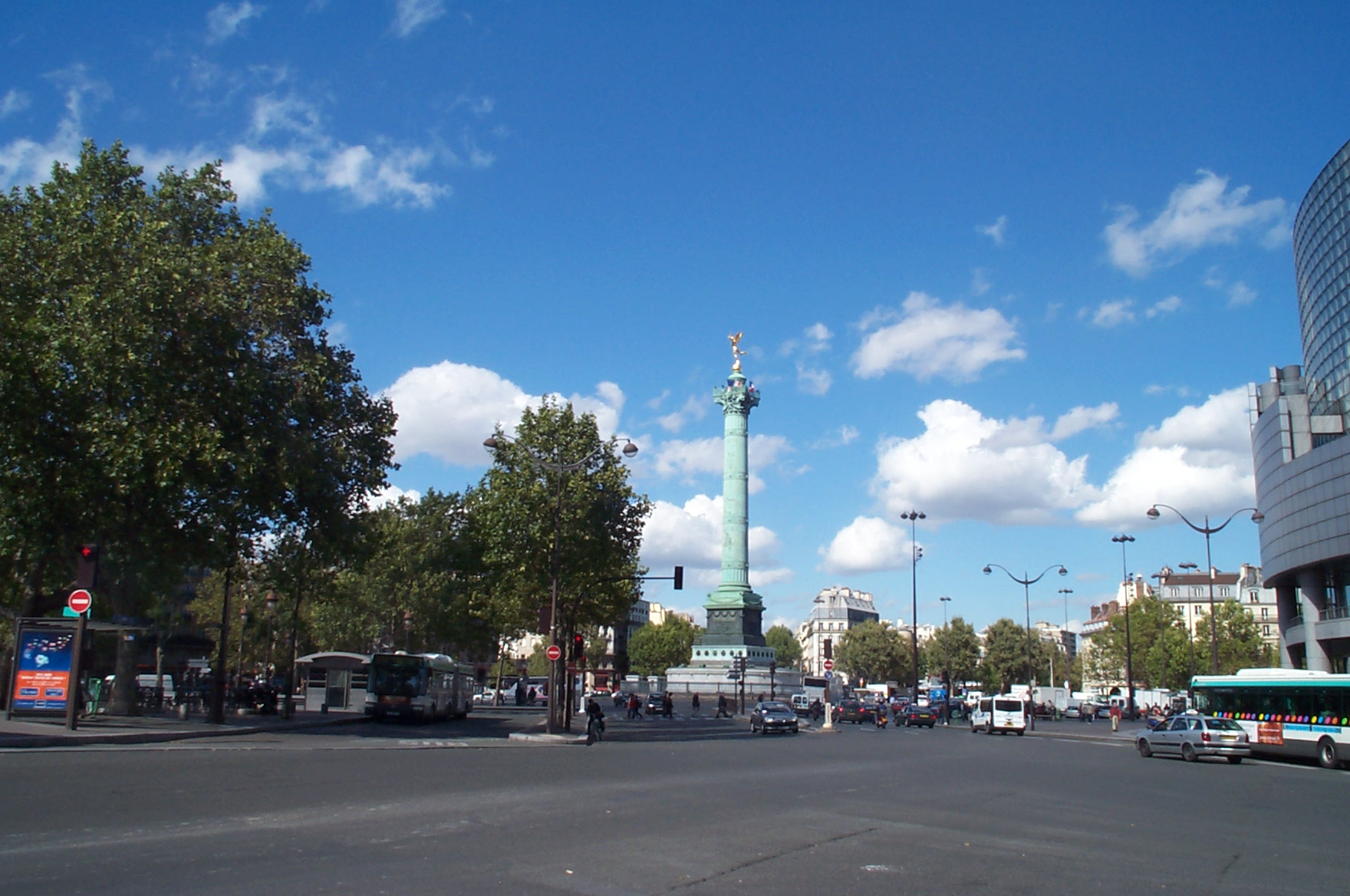
바스티유 광장

바스티유 광장(프랑스어: Place de la Bastille)은 프랑스 파리에 있는 광장이다. 4구, 11구, 12구에 걸쳐 있으며 광장 주변 지역은 단순히 바스티유라고 불린다. 원래 바스티유 감옥이 있던 곳이지만, 1789년 7월 14일에 프랑스 혁명의 발단이라고도 할 수 있는 바스티유 감옥 습격 사건이 발생하여 해체되었기 때문에 감옥의 흔적은 남아 있지 않다. 현재는 광장 중앙에 1830년에 일어난 7월 혁명을 기념하는 조형물이 세워져 있으며, 주변에는 바스티유 역이나 생마르탱 운하가 있다. 또한 예전에는 국철 바스티유 역도 있었지만 현재는 철거되었고, 부지에 오페라 바스티유라는 극장이 건설되었다.

## 같이 보기
- 바스티유 감옥
- 혁명 기념일